# Julien Bonnecase
Joseph-Julien Bonnecase (Bilhères, 6 mei 1878 - Perthes, 30 december 1950) was een Frans jurist en hoogleraar maritiem recht aan de Universiteit van Bordeaux.

## Biografie
Julien Bonnecase was een zoon van Joseph Bonnecase en van Jeanne-Marie Peyrègne. In 1910 trouwde hij met Eugénie Médiondou. Ze hadden één zoon.
Van 1908 tot 1913 onderwees hij burgerlijk recht aan de universiteit van Grenoble. Nadien onderwees hij strafrecht (1913-1917), vergelijkend handelsrecht (1913), industrieel recht (1913-1918) en burgerlijk recht (1917-1918) aan de Universiteit van Bordeaux. Vervolgens was hij van 1918 tot 1941 professor burgerlijk recht en van 1919 tot 1941 professor maritiem recht aan dezelfde universiteit.
Zijn publicaties handelden voornamelijk over het burgerlijk recht, het maritiem recht en de rechtsgeschiedenis. Een van zijn belangrijke werken is de Précis élémentaire de droit maritime uit 1931.

## Werken
- (fr)  Féminisme et le régime dotal, 1905.
- (fr)  L'institution de la communauté continuée, 1909.
- (fr)  La Réforme du régime de la communauté légale et les enseignements de la pratique, 1911.
- (fr)  La Faculté de droit de Strasbourg, 4e jour complémentaire an XII - 10 mai 1871, ses maîtres et ses doctrines, sa contribution à la science juridique française du XIXe siècle, 1916.
- (fr)  Le Critérium de la valeur en matière de réquisitions militaires (loi du 3 juillet 1877), 1916.
- (fr)  La notion de droit en France au XIXe siècle, 1919.
- (fr)  Le Particularisme du droit commercial maritime. Aperçu d'ensemble sur la nature spécifique, le domaine d'application et la méthode d'interprétation du droit commercial maritime, 1921.
- (fr)  Traité de droit commercial maritime, 1923.
- (fr)  L'ecole de l'exégèse en droit civil, Les traits distinctifs de sa doctrine et de ses méthodes d'après la profession de foi de ses plus illustres représentants, 1924.
- (fr)  Supplément du Traité thèorique et pratique de droit civil par G. Baudry-Lacantinerie, 1924.
- (fr)  Introduction à l'étude du droit plus spécialement destinée aux étudiants de 1re année de licence des Facultés de droit. Le Problème du droit devant la philosophie, la science et la morale, 1926.
- (fr)  La Loi du 6 juillet 1925, plus spécialement considérée dans ses rapports avec les baux industriels et commerciaux. Son principe, ses difficultés d'interprétation, ses liens avec la législation sur les loyersen général et avec le projet de loi sur la 'propriété commerciale' en discussion au Parlement, 1926.
- (fr)  Le Problème féministe, son énoncé, ses fausses et ses véritables données, 1926.
- (fr)  Précis de pratique judiciaire et extrajudiciaire, éléments de clinique juridique plus spécialement à l'usage des aspirants au Barreau, à la Magistrature et au Notariat, 1927.
- (fr)  Science du droit et romantisme, 1928.
- (fr)  Qu'est-ce qu'une faculté de droit ? Complément de la monographie, 1929.
- (fr)  La philosophie du code Napoléon appliquée au droit de famille. Ses destinées dans le droit civil contemporain, 1930.
- (fr)  Introduction à l'étude du droit plus spécialement destinée aux étudiants de première année de licence des facultés de droit. Notions élémentaires scientifiques, techniques, pédagogiques et bibliographiques, 1930.
- (fr)  Jour un conseil de l'Ordre des médecins. Le Droit disciplinaire dans la profession médicale. (Les enseignements du procès Bonnefon.), 1930.
- (fr)  Le Droit commercial et maritime. Son particularisme. Son domaine d'application et sa méthode d'interprétation, 1930.
- (fr)  Précis élémentaire de droit maritime, 1931.
- (fr)  Philosophie de l'impérialisme et science du droit, l'oeuvre d'Ernest Seillière, sa portée juridique, 1932.
- (fr)  Problème du droit et science belge du droit civil. Observations d'ordre général sur la conception et l'évolution actuelles du droit civil, 1933.
- (fr)  voorwoord bij de Traité théorique et pratique des ventes maritimes van Paul Chauveau, 1933.
- (fr)  Mariage et régimes matrimoniaux, leur réforme récente, commentaire pratique de la loi du 18 février 1938 sur la capacité de la femme mariée, 1938.
- (fr)  Précis de droit civil (conforme au programme officiel des facultés de droit), 1938.
- (fr)  Introduction à l'étude du droit, notions élémentaires, scientifiques, techniques, pédagogiques et bibliographiques, 1939.
- (fr)  voorwoord bij Les Clauses de non-responsabilité dans la navigation maritime et la navigation aérienne van Guy de Valon, 1940.
- (fr)  Le Conflit créance-dette. A propos de la thèse de doctorat de M. Pierre de Lestapis, 'La Notion juridique de crédit, étude de droit civil français', 1940, 1941.
- (fr)  Précis de jurisprudence civile et commerciale, 1942.